# 达格玛·诺伊鲍尔
达格玛·诺伊鲍尔（德語：Dagmar Neubauer，1962年6月3日—），德国女子田径运动员，主攻400米短跑。她曾代表东德参加1988年夏季奥林匹克运动会田径比赛，获得女子4×400米接力铜牌。